# Betlém (Hlinsko)

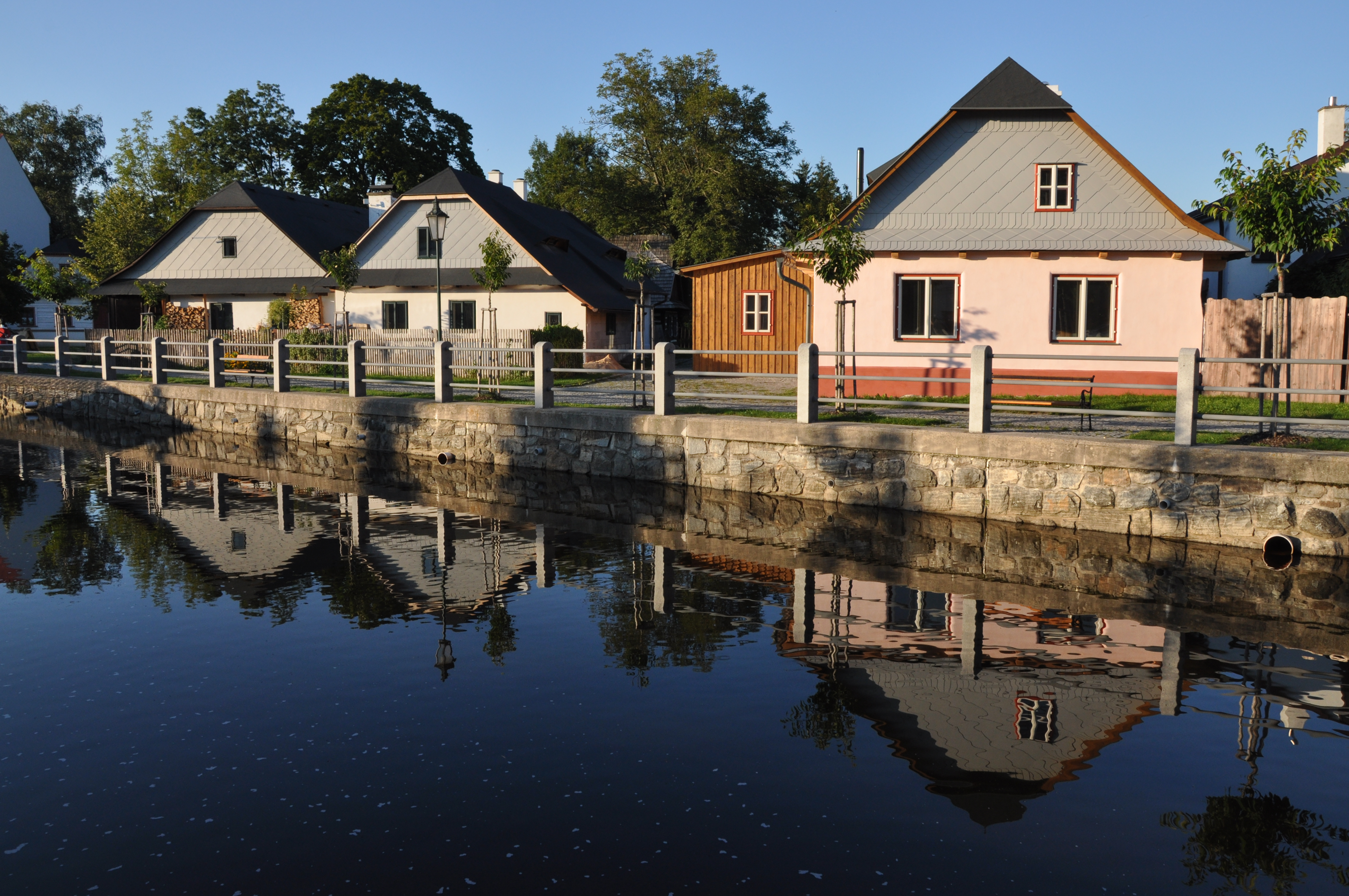
Domky na Budovcově nábřeží v Hlinsku

Betlém je částí města Hlinsko v okrese Chrudim. Jedná se o vesnickou památkovou rezervaci lidové architektury, situovanou v sousedství jádra města, na pravém břehu řeky Chrudimky. Objekty jsou v majetku České republiky a jejich správu a zpřístupnění veřejnosti zajišťuje Národní památkový ústav.

## Historie
Roubené domky začali stavět drobní řemeslníci od poloviny 18. století. Obyvatelstvo se zabývalo především hrnčířskou výrobou, koncem 19. století pak převládlo tkalcovství. Od první třetiny 20. století zde získávali obydlí především tovární dělníci. Díky souhře historických souvislostí si tato část města udržela původní výstavbu a urbanistickou strukturu až do 80. let 20. století.
Úsilím pracovníků státní památkové péče a s pomocí několika dalších nadšenců se v roce 1987 podařilo prosadit záchranu aspoň části staveb. Od roku 1989 je Betlém spravován v rámci Souboru lidových staveb Vysočina. V roce 1993 mohly být veřejnosti zpřístupněny první objekty. Roku 1995 získala část Betléma status památkové rezervace. Oprava celého komplexu byla završena v roce 2012.

## Popis
Domky se sedlovou střechou jsou převážně roubené. Vyzdívaly se jen části u pece. Interiér má běžné členění. V průčelní části je prostorná světnice, za kterou následuje síň s černou kuchyní a komora. Připojen mohl být i chlívek nebo malá stodola.
Zpřístupněné roubené domky návštěvníkům nabízejí prohlídku obydlí a dílny tkalce, hračkáře, ševce, pilníkáře i dělníka z továrny.
Část expozice je věnována tradičním masopustním obchůzkám s maskami z Hlinecka, které jsou zařazeny na Seznam světového dědictví UNESCO.